# Erhart Griesser
Erhart Griesser (* wahrscheinlich in Wels; † 1445 in Wien) war ein österreichischer Kaufmann und Wiener Ratsherr.

## Leben
Der aus dem heutigen Oberösterreich stammende Griesser wird 1422 erstmals in Wien erwähnt. Sein Vetter war der Wiener Chorherr Sigmund Scheihel. Er war von 1428 bis 1431 Kammerschreiber von Herzog Albrecht, von 1434 bis 1437 herzoglicher Kellerschreiber und 1442–45 Ratsherr. Griesser besaß ein Haus am Graben Nr. 1134 Zum goldenen Kopf, heute ein Teil des Grabenhofes auf Nr. 14–15, in dem er die Barbarakapelle, eine Hauskapelle, 1433 errichten ließ. Weiters gehörte ihm in Altmannsdorf, einem Ort südlich von Wien, der Oswaldhof, zu dem die Kapelle St. Oswald und einige Äcker gehörten. 1443 schuf er die Griesser-Stiftung und vermachte das Gut in Altmannsdorf den Beschuhten Augustinern (später auf der Landstraße). Dieses Gebäude wurde später das Schloss Altmannsdorf. Vom Grundherrn, dem Stift Klosterneuburg, wurde Griesser 1437 auf der Kattermühle (heute Schönbrunn) von allen Steuern befreit, 1442 konnte er die Mühle erwerben. Nach seinem Tod erhielt sie seine Schwester Margaret Vaist. Außerdem besaß Griesser den Niederhof in Meidling.

## Ehrung
- 1905 wurde die Grießergasse in Wien-Meidling nach ihm benannt.